# Ayuntamiento de Sanlúcar de Barrameda
El Ayuntamiento de Sanlúcar de Barrameda es el órgano encargado del gobierno y administración del municipio de Sanlúcar de Barrameda, situado en la provincia de Cádiz, Andalucía, España. Está presidido por el alcalde. En 2023 ocupa dicho cargo Carmen Álvarez Marín, del Izquierda Unida.

## Alcaldes
| Periodo   | Nombre                                                                 | Partido                                                                    |
| --------- | ---------------------------------------------------------------------- | -------------------------------------------------------------------------- |
| 1979-1983 | José Luis Medina Lapieza                                               | Partido Comunista de España (PCE)                                          |
| 1983-1987 | José Luis Medina Lapieza                                               | Partido Comunista de España (PCE)                                          |
| 1987-1991 | José Luis Medina Lapieza (1987-1987) Manuel Vital Gordillo (1987-1991) | Partido Comunista de España (PCE) Partido Socialista Obrero Español (PSOE) |
| 1991-1995 | Manuel Vital Gordillo                                                  | Partido Socialista Obrero Español (PSOE)                                   |
| 1995-1999 | Manuel Vital Gordillo                                                  | Partido Socialista Obrero Español (PSOE)                                   |
| 1999-2003 | Agustín Cuevas Batista (1999) Juan Rodríguez Romero (1999-2003)        | Partido Socialista Obrero Español (PSOE) Partido Popular (PP)              |
| 2003-2007 | Juan Rodríguez Romero (2003-2006) Laura Seco Moreno (2006-2007)        | Partido Popular (PP)                                                       |
| 2007-2011 | Irene García Macías                                                    | Partido Socialista Obrero Español (PSOE)                                   |
| 2011-2015 | Irene García Macías                                                    | Partido Socialista Obrero Español (PSOE)                                   |
| 2015-2019 | Víctor Mora Escobar                                                    | Partido Socialista Obrero Español (PSOE)                                   |
| 2019-2023 | Víctor Mora Escobar                                                    | Partido Socialista Obrero Español (PSOE)                                   |
| 2023-act. | Carmen Álvarez Marín                                                   | Izquierda Unida (IU)                                                       |

## Estructura
Pleno municipal
El pleno municipal es el órgano de máxima representación política de la ciudadanía en el gobierno municipal y se ocupa de la aprobación de las ordenanzas y presupuestos municipales y los planes de ordenación urbanística, así como del control y fiscalización de los órganos de gobierno. El pleno es convocado y presidido por la alcaldesa y está integrado por los concejales del Ayuntamiento.
Presupuesto y deuda
El presupuesto de 2010 asciende a 88 018 472 €. Sanlúcar es, por otra parte, un municipio fuertemente endeudado. En el año 2005, un informe del Ministerio de Economía y Hacienda estima que la deuda del Ayuntamiento de Sanlúcar ascendía a 47,5 millones de euros.
Organización municipal
El gobierno municipal está estructurado en una serie de áreas de servicio, al frente de cada una de las cuales está un concejal del equipo de gobierno. Las áreas de servicio son las siguientes (febrero de 2010):
- Presidencia y Recursos Humanos (se ocupa de personal y régimen interior, seguridad ciudadana, comunicación, sanidad y consumo y atención al ciudadano).
- Promoción y Desarrollo de la Ciudad (turismo, cultura, educación, fiestas, agricultura y pesca).
- Economía y Hacienda (economía y hacienda, patrimonio, contratación y compras, medio ambiente y playas).
- Servicios a la Ciudadanía y Bienestar Social (vivienda, servicios sociales, igualdad, voluntariado y solidaridad, tráfico y transportes, participación ciudadana e infraestructuras).
- Comercio, Empresas e Innovación (juventud, deportes, comercio, innovación tecnológica y calidad administrativa, fomento de empresas, formación y empleo).
- Delegaciones municipales de barrios (para La Jara y Bonanza y Algaida).

Participación ciudadana

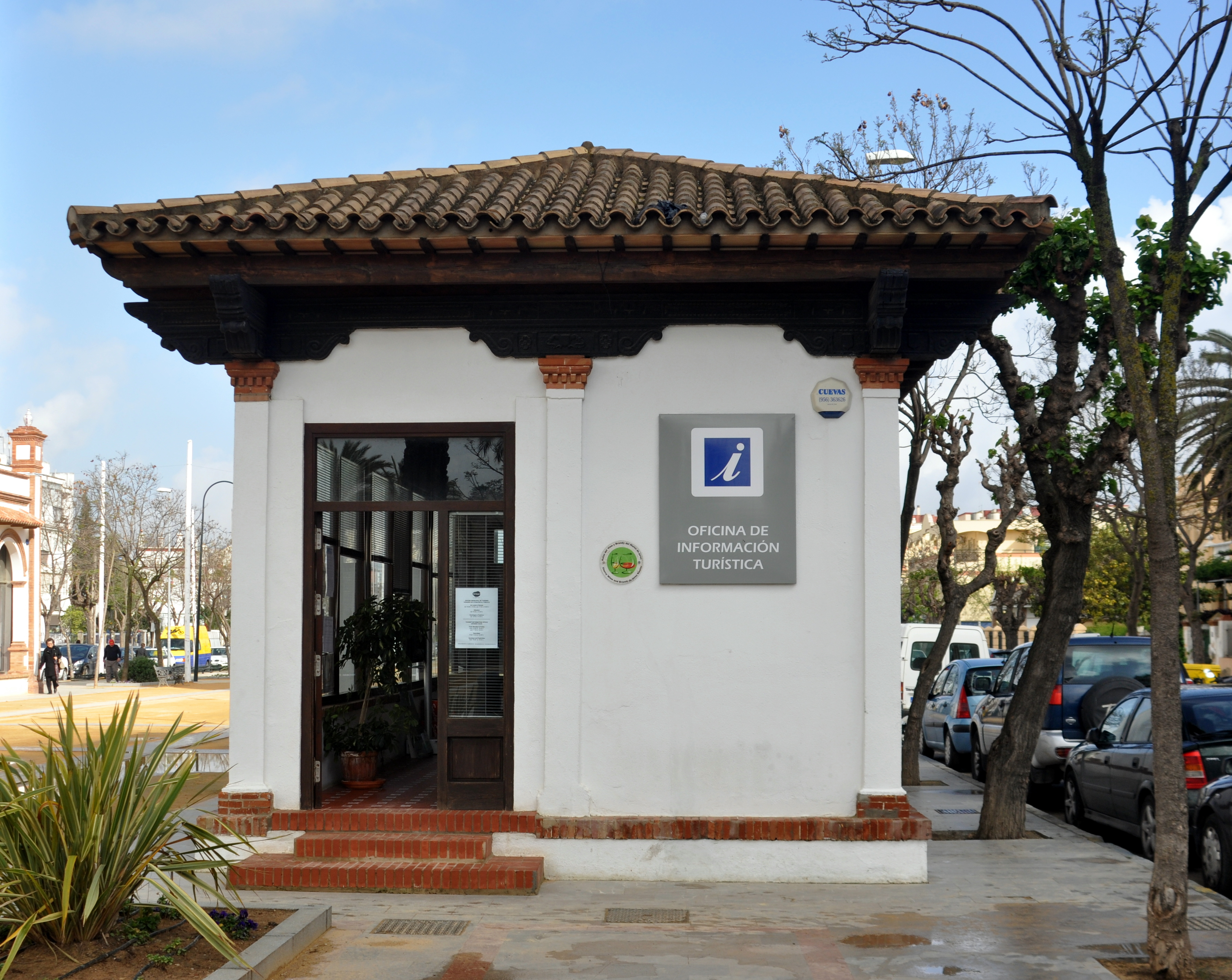
Oficina municipal de turismo

El Ayuntamiento ha creado una serie de organismos y empresas municipales que tienen funcionamiento autónomo: Gerencia Municipal de Urbanismo, Patronato de Deportes, Patronato de Turismo, Fundación Municipal de Cultura, biblioteca municipal. Las empresas municipales son las siguientes:
- Eressan: Oficina técnica catastral y de recaudación.
- Emuvisan (Empresa municipal de la Vivienda de Sanlúcar de Barrameda).
- Elicodesa (Empresa municipal de Limpieza de Colegios y Dependencias Municipales).
- Emulisan (Empresa municipal de Limpieza de Sanlúcar de Barrameda).

Ordenanzas municipales
La gobernabilidad de la ciudad se rige por una serie de ordenanzas que debe cumplir la ciudadanía. Las ordenanzas vigentes fueron aprobadas en 2010.

## Equipo de Gobierno y concejales (2007-2011)[8]
| Persona                        | Partido | Cargo |
| ------------------------------ | ------- | --- |
| Irene García Macías            | PSOE    | Alcaldesa, presidenta y delegada de Urbanismo |
| María José Valencia García     | PSOE    | Primera teniente de alcaldesa, responsable del Área de Promoción y Desarrollo de la ciudad. Diputada provincial, y delegada de Turismo y delegado especial de La Jara                             |
| Juan Marín Lozano              | CIS     | Segundo reniente de alcaldesa, responsable del Área de Comercio, Innovación y Empresas y delegado de Juventud, Comercio y Deportes. Portavoz del Grupo Municipal de CIS                           |
| Víctor Mora Escobar            | PSOE    | Tercer teniente de alcaldesa y responsable del Área de Presidencia y Recursos Humanos y elegado de Personal, Régimen Interior y Seguridad Ciudadana                                               |
| Pilar González Fernández       | PSOE    | Cuarta teniente de alcaldesa, responsable del Área de Servicios a la Ciudadanía y Bienestar social, y delegada de Igualdad, Voluntariado y Solidaridad, Vivienda, Tráfico y Transportes           |
| Inmaculada Muñoz Vidal         | PSOE    | Quinta teniente de alcaldesa, responsable del Área de Economía y Hacienda y Desarrollo Sostenible, y delegada de Economía y Hacienda, Patrimonio y Contratación, Compras, Medio Ambiente y Playas |
| Manuel Parodi Álvarez          | PSOE    | Delegado de Comunicación y Sanidad y Consumo |
| María Cano Olivera             | PSOE    | Delegada de Cultura |
| Jesús Villegas Espinosa        | PSOE    | Delegado de Fiestas y Educación |
| Rafael Louzao Guerrero         | PSOE    | Delegado de Agricultura y Pesca y delegado especial de La Algaida, Bonanza y Los Llanos |
| José Luis Alhambra Mendoza     | CIS     | Delegado de Servicios Sociales |
| Milagrosa Gordillo López       | PSOE    | Delegada de Participación Ciudadana e Infraestructuras |
| Antonio Reyes Sallago          | CIS     | Delegado de Fomento de Empresas, Formación, Empleo e Innovación Tecnológica y Calidad Administrativa                                                                                              |
| Laura María Seco Moreno        | PP      | Concejal |
| Rafael Rubio Cáliz             | PP      | Concejal |
| Asunción Rodríguez Jiménez     | PP      | Concejal |
| Marco Antonio Caballero Lozano | PP      | Concejal |
| Agustín Hernández Rodríguez    | PP      | Concejal |
| Antonio Prats Rivero           | PA      | Concejal |
| Raúl Caña García               | PA      | Concejal |
| Cristina García Fernández      | PA      | Concejal |
| Berenguela Rodríguez Orcha     | PA      | Concejal |
| Manuel Gil Cordero             | IU      | Concejal |
| José Luis Cuevas García        | AS      | Concejal |

## Equipo de Gobierno y concejales (2011-2015)[11]
| Persona                               | Partido | Cargo |
| ------------------------------------- | ------- | --- |
| Irene García Macías                   | PSOE    | Alcaldesa y delegada de Urbanismo y Suelo |
| Víctor Mora Escobar                   | PSOE    | Primer teniente de alcaldesa y responsable del Área de Presidencia y Recursos Humanos                                                                                            |
| María José Valencia García            | PSOE    | Delegada de Vivienda |
| José Antonio González Pérez           | PSOE    | Delegado de Cultura y Fiestas |
| Inmaculada Muñoz Vidal                | PSOE    | Tercera teniente de alcaldesa y responsable del Área de Economía y Hacienda |
| Rafael Louzao Guerrero                | PSOE    | Delegado de Agricultura y Pesca y delegado especial del barrio de La Algaida-Bonanza                                                                                             |
| Milagrosa Gordillo López              | PSOE    | Cuarta Teniente de Alcaldesa y responsable del Área de Servicios a la Ciudadanía y Bienestar Social, Seguridad Ciudadana y Movilidad                                             |
| Jesús Villegas Espinosa               | PSOE    | Delegado de Mercados, Medio Ambiente y Playas |
| Ana Morillo Marchán                   | PSOE    | Delegada de Servicios Sociales |
| Vicente Ramírez Jurado                | PSOE    | Delegado de Igualdad, Voluntariado, Solidaridad, Sanidad y Consumo, Participación Ciudadana, Nuevas Tecnologías y Calidad Administrativa.                                        |
| Juan Marín Lozano                     | CIS     | Segundo teniente de alcaldesa, responsable del Área de Promoción y Desarrollo de la Ciudad y delegado de Deporte, Comercio, Fomento de Empresas, Formación y Promoción de Empleo |
| Elena Mª Sumariva Gallego             | CIS     | Quinta teniente de alcaldesa y responsable del Área de Juventud y Educación |
| Antonio Reyes Sallago                 | CIS     | Delegado de Turismo y delegado especial del barrio de La Jara |
| Juan José Marmolejo Martínez          | PP      | Concejal |
| María de los Ángeles Rodríguez Vargas | PP      | Concejal |
| Isabel Palma Macías                   | PP      | Concejal |
| Luis Cuevas Roldán                    | PP      | Concejal |
| Caridad Salazar Merino                | PP      | Concejal |
| Juan Carlos Pérez Pérez               | PP      | Concejal |
| Milagrosa Romero Torres               | PP      | Concejal |
| Rafael Terán Hidalgo                  | IU      | Concejal |
| Silvia Gómez Fernández                | IU      | Concejal |
| Cristian Sánchez Benítez              | IU      | Concejal |
| Antonio Prats Rivero                  | PA      | Concejal |
| Juan José Suárez Durán                | PA      | Concejal |

## Equipo de Gobierno y concejales (2015-2019)[12]
| Persona                                     | Partido    | Cargo |
| ------------------------------------------- | ---------- | --- |
| Víctor Mora Escobar                         | PSOE       | Alcalde, delegado de Fomento, Formación, Empleo y Turismo                                                        |
| Juan Oliveros Vega                          | PSOE       | Primer teniente de alcalde y delegado de Juventud, Fiestas y Educación                                           |
| Inmaculada Muñoz Vidal                      | PSOE       | Segunda teniente de alcalde y delegada de Urbanismo, Economía y Hacienda                                         |
| Rafael Louzao Guerrero                      | PSOE       | Tercer teniente de alcalde y delegado de Agricultura, Bonanza-Algaida e Infraestructuras                         |
| Rocío Sumariva Hernández                    | PSOE       | Cuarta teniente de alcalde y delegada de Régimen Interior, Personal, Medio Ambiente, Playas y Nuevas Tecnologías |
| Teresa Rúa Uribe                            | PSOE       | Delegada de Igualdad, Voluntariado, Solidaridad y Servicios Sociales                                             |
| Jesús Villegas Espinosa                     | PSOE       | Delegado de Comercio, Mercados y Deportes                                                                        |
| Félix Sabio Redondo                         | PSOE       | Delegado de Seguridad Ciudadana, Participación Ciudadana y Movilidad                                             |
| Irene García Macías                         | PSOE       | Concejal |
| Ana Mestre García                           | PP         | Concejal |
| Carlos Zambrano Ramírez                     | PP         | Concejal |
| Concepción Mª de la Caridad Rosano González | PP         | Concejal |
| Mª del Carmen Pérez Becerra                 | PP         | Concejal |
| Juan José Marmolejo Martínez                | PP         | Concejal |
| Juan José Álvarez Ramos                     | PP         | Concejal |
| Elena Ramínrez Guerrero                     | IU         | Concejal |
| Ifigenia Bueno Bodell                       | IU         | Concejal |
| Carmen Álvarez Marín                        | IU         | Concejal |
| Fernando Manuel Cabral Hidalgo              | IU         | Concejal |
| David Rodríguez Alhambra                    | Podemos    | Concejal |
| Rocío Díaz Marín                            | Podemos    | Concejal |
| Manuel Comesaña Romero                      | Podemos    | Concejal |
| Elena Mª Sumariva Gallego                   | Ciudadanos | Concejal |
| Javier Jesús Gómez Porrúa                   | Ciudadanos | Concejal |
| Mª del Carmen Ruíz Gallego                  | Ciudadanos | Concejal |

## Equipo de Gobierno y concejales (2019-2023)[13]
| Persona                               | Partido       | Cargo |
| ------------------------------------- | ------------- | --- |
| Víctor Mora Escobar                   | PSOE          | Alcalde |
| Teresa Rúa Uribe                      | PSOE          | Primera teniente de alcalde, delegada de Igualdad, Servicios Sociales y Vivienda, y delegada especial de La Jara                                      |
| Inmaculada Muñoz Vidal                | PSOE          | Segunda teniente de alcalde y delegada de Contratación, Comunicación, Oficina del V Centenario, Economía y Hacienda                                   |
| David Salazar González                | PSOE          | Tercer teniente de alcalde y delegado de Fomento de empresas, Formación, Empleo, Régimen Interior, Personal y Relaciones Institucionales              |
| Félix Sabio Redondo                   | PSOE          | Cuarto teniente de alcalde y delegado de Seguridad Ciudadana, Infraestructuras, Tráfico, Movilidad, Nuevas Tecnologías y Oficina de Transparencia     |
| Rocío Sumariva Hernández              | PSOE          | Quinta teniente de alcalde y delegada de Educación, Fiestas, Juventud, Cultura y Patrimonio                                                           |
| Francisco Javier San Nicolás Aparicio | PSOE          | Delegado de Deportes, Participación Ciudadana y Turismo                                                                                               |
| Rafael Louzao Guerrero                | PSOE          | Delegado de Limpieza, Emulisan, Salud, Consumo, Agrucultura, Pesca, Comercio, Mercados, Medio Ambiente, Playas y delegado especial de Bonanza-Algaida |
| Irene García Macías                   | PSOE          | Concejal |
| María del Carmen Pérez Becerra        | PP            | Concejal |
| Sandra Ramírez Galafate               | PP            | Concejal |
| Juan José Marmolejo Martínez          | PP            | Concejal |
| Carmen Álvarez Marín                  | IU            | Concejal |
| Fernando Manuel Cabral Hidalgo        | IU            | Concejal |
| Nuria Prado Rodríguez                 | IU            | Concejal |
| David González Barbé                  | IU            | Concejal |
| Patricia Santos Salazar               | IU            | Concejal |
| Narciso Vital Fernández               | IU            | Concejal |
| David Rodríguez Alhambra              | Podemos       | Concejal |
| Jesús Javier Gómez Porrua             | Ciudadanos    | Concejal |
| Ana Sumariva García                   | Ciudadanos    | Concejal |
| Manuel Lobato Reinoso                 | Ciudadanos    | Concejal |
| Lucía Rodríguez García                | Ciudadanos    | Concejal |
| Ana Cristina Gómez Vergara            | Ciudadanos    | Concejal |
| José Manuel Martínez Ayala1           | Independiente | Concejal |

1(Abandonó Vox por diferencias con el partido central)

## Equipo de Gobierno y concejales (2023-)[12]
| Persona                        | Partido | Cargo |
| ------------------------------ | ------- | --- |
| Carmen Álvarez Marín           | IU      | Alcaldesa y delegada de Agricultura y Pesca                                                                                  |
| Víctor Mora Escobar            | PSOE    | Primer teniente de alcaldesa y delegado de Promoción de la Ciudad, Deportes, Turismo y Oficina Ciudad Gastronómica           |
| Nuria Prado Rodríguez          | IU      | Segunda teniente de alcaldesa y delegada de Servicios Sociales y Vivienda                                                    |
| Mónica González Pecci          | PSOE    | Tercer teniente de alcaldesa y delegada de Fondos Europeos y Otros Programas, Urbanismo y Oficina de Primera Vuelta al Mundo |
| Francisco Verano Sánchez       | IU      | Cuarto teniente de alcaldesa y delegado de Economía y Hacienda, Participación Ciudadana y La Jara                            |
| David Salazar González         | PSOE    | Quinta teniente de alcaldesa y delegado de Transparencia, Protección de Datos, Régimen Interior y Personal y Patrimonio      |
| David González Barbé           | IU      | Delegado de Infraestructuras                                                                                                 |
| Elena Ramírez Guerrero         | IU      | Delegada de Comercio, Mercados y Igualdad                                                                                    |
| Narciso Vital Fernández        | IU      | Delegado de Memoria Histórica, Seguridad Ciudadana y Cultura                                                                 |
| Carmen Pozo Vallecillos        | IU      | Delegada de Bienestar Animal, Medio Ambiente y Playas, Salud y Consumo                                                       |
| Matilde Cabello Salas          | PSOE    | Delegada de Discapacidad y Educación                                                                                         |
| Francisco Pizarro Galán        | PSOE    | Delegado de Fiestas y Juventud                                                                                               |
| Félix Sabio Redondo            | PSOE    | Delegado de Bonanza-Algaida, Tráfico y Movilidad y Contratación                                                              |
| Miriam Pérez Marín             | PSOE    | Delegada de Fomento de Empresas, Formación y Empleo y Nuevas Tecnologías                                                     |
| María del Carmen Pérez Becerra | PP      | Concejala |
| Miguel Ángel Galán García      | PP      | Concejal |
| Juan José Marmolejo Martínez   | PP      | Concejal |
| Manuel Ruiz Romero             | PP      | Concejal |
| Ana Sumariva García            | PP      | Concejala |
| Óscar Reyes Martín             | PP      | Concejal |
| Elisabeth Rodríguez Bruzón     | PP      | Concejala |
| Lucía Rodríguez García         | PP      | Concejala |
| Juan Silva Rodríguez           | PP      | Concejal |
| Carmen Infantes Hernández      | Vox     | Concejala |
| Marcos Sesma Montes            | Vox     | Concejal |

## Pleno
| Partido político    | Partido político                                                    | 1979   | 1983   | 1987   | 1991   | 1995   | 1999   | 2003   | 2007   | 2011   | 2015   | 2019   | 2023   |
| Partido político    | Partido político                                                    | Ediles | Ediles | Ediles | Ediles | Ediles | Ediles | Ediles | Ediles | Ediles | Ediles | Ediles | Ediles |
|                     | Partido Comunista de España (PCE)-Izquierda Unida (IU)              | 8      | 12     | 11     | 9      | 6      | 3      | 2      | 3      | 3      | 4      | 6      | 7      |
|                     | Unión de Centro Democrático (UCD)-Centro Democrático y Social (CDS) | 6      | 0      | 3      | —      | —      | —      | —      | —      | —      | —      | —      | —      |
|                     | Partido Andalucista (PA)-Espacio Plural Andaluz (AP-And)            | 4      | —      | 0      | 0      | 0      | 6      | 2      | 2      | 2      | 0      | —      | —      |
|                     | Partido Socialista Obrero Español (PSOE)                            | 2      | 6      | 9      | 11     | 9      | 7      | 5      | 11     | 10     | 9      | 9      | 7      |
|                     | Ciudadanos Independientes de Sanlúcar (CIS)                         | —      | —      | —      | —      | —      | —      | —      | 3      | 3      | —      | —      | —      |
|                     | Ciudadanos (CS)                                                     | —      | —      | —      | —      | —      | —      | —      | —      | —      | 3      | 5      | —      |
|                     | Alianza Popular (AP)-Partido Popular (PP)                           | 0      | 3      | 2      | 3      | 6      | 7      | 13     | 5      | 5      | 6      | 3      | 9      |
|                     | Podemos                                                             | —      | —      | —      | —      | —      | —      | —      | —      | —      | 3      | 1      | 0      |
|                     | Vox                                                                 | —      | —      | —      | —      | —      | —      | —      | —      | —      | —      | 1      | 2      |
|                     | Adelante Andalucía                                                  | —      | —      | —      | —      | —      | —      | —      | —      | —      | —      | —      | 0      |
|                     | Vivienda y Trabajo                                                  | —      | —      | —      | —      | —      | —      | —      | —      | —      | —      | —      | 0      |
|                     | Otros                                                               | 1      | 0      | 0      | 2      | 4      | 2      | 3      | 1      | 0      | —      | 0      | 0      |
| Total de concejales | Total de concejales                                                 | 21     | 21     | 25     | 25     | 25     | 25     | 25     | 25     | 25     | 25     | 25     | 25     |

## Resultados electorales
| Partido político                                         | 2023  | 2023  | 2023       | 2019  | 2019  | 2019       | 2015  | 2015  | 2015       | 2011  | 2011  | 2011       | 2007  | 2007   | 2007       |
| Partido político                                         | %     | Votos | Concejales | %     | Votos | Concejales | %     | Votos | Concejales | %     | Votos | Concejales | %     | Votos  | Concejales |
| Partido Popular (PP)                                     | 32,21 | 8652  | 9          | 13,06 | 3144  | 3          | 20,03 | 4600  | 6          | 24,66 | 6541  | 7          | 18,22 | 5548   | 5          |
| Izquierda Unida (IU)                                     | 27,97 | 7514  | 7          | 20,24 | 4873  | 6          | 16,30 | 3743  | 4          | 13,16 | 3491  | 3          | 5,29  | 1610   | 1          |
| Partido Socialista Obrero Español (PSOE)                 | 25,54 | 6860  | 7          | 30,52 | 7348  | 9          | 32,01 | 7353  | 9          | 37,15 | 9855  | 10         | 37,84 | 11 522 | 11         |
| Vox                                                      | 9,33  | 2506  | 2          | 5,72  | 1378  | 1          | —     | —     | —          | —     | —     | —          | —     | —      | —          |
| Podemos-Por Sanlúcar                                     | 0,81  | 218   | 0          | 5,78  | 1393  | 1          | 13,16 | 3023  | 3          | —     | —     | —          | —     | —      | —          |
| Ciudadanos (CS)                                          | —     | —     | —          | 18,76 | 4516  | 5          | 12,32 | 2830  | 3          | —     | —     | —          | —     | —      | —          |
| Partido Andalucista (PA)-Espacio Plural Andaluz (AP-And) | —     | —     | —          | —     | —     | —          | 4,40  | 1010  | 0          | 8,15  | 2161  | 2          | 14,26 | 4343   | 4          |
| Ciudadanos Independientes de Sanlúcar (CIS)              | —     | —     | —          | —     | —     | —          | —     | —     | —          | 10,66 | 2828  | 3          | 12,82 | 3904   | 3          |
| Alternativa Sanluqueña (AS-AS)                           | —     | —     | —          | —     | —     | —          | —     | —     | —          | —     | —     | —          | 5,16  | 1571   | 1          |

## Evolución de la deuda viva municipal
El concepto de deuda viva contempla sólo las deudas con cajas y bancos relativas a créditos financieros, valores de renta fija y préstamos o créditos transferidos a terceros, excluyéndose, por tanto, la deuda comercial.
| Gráfica de evolución de la deuda viva del Ayuntamiento entre 2008 y 2023                                        |
| |
| Deuda viva del Ayuntamiento de Sanlúcar de Barrameda, en miles de euros, según datos del Ministerio de Hacienda |